# Draperie

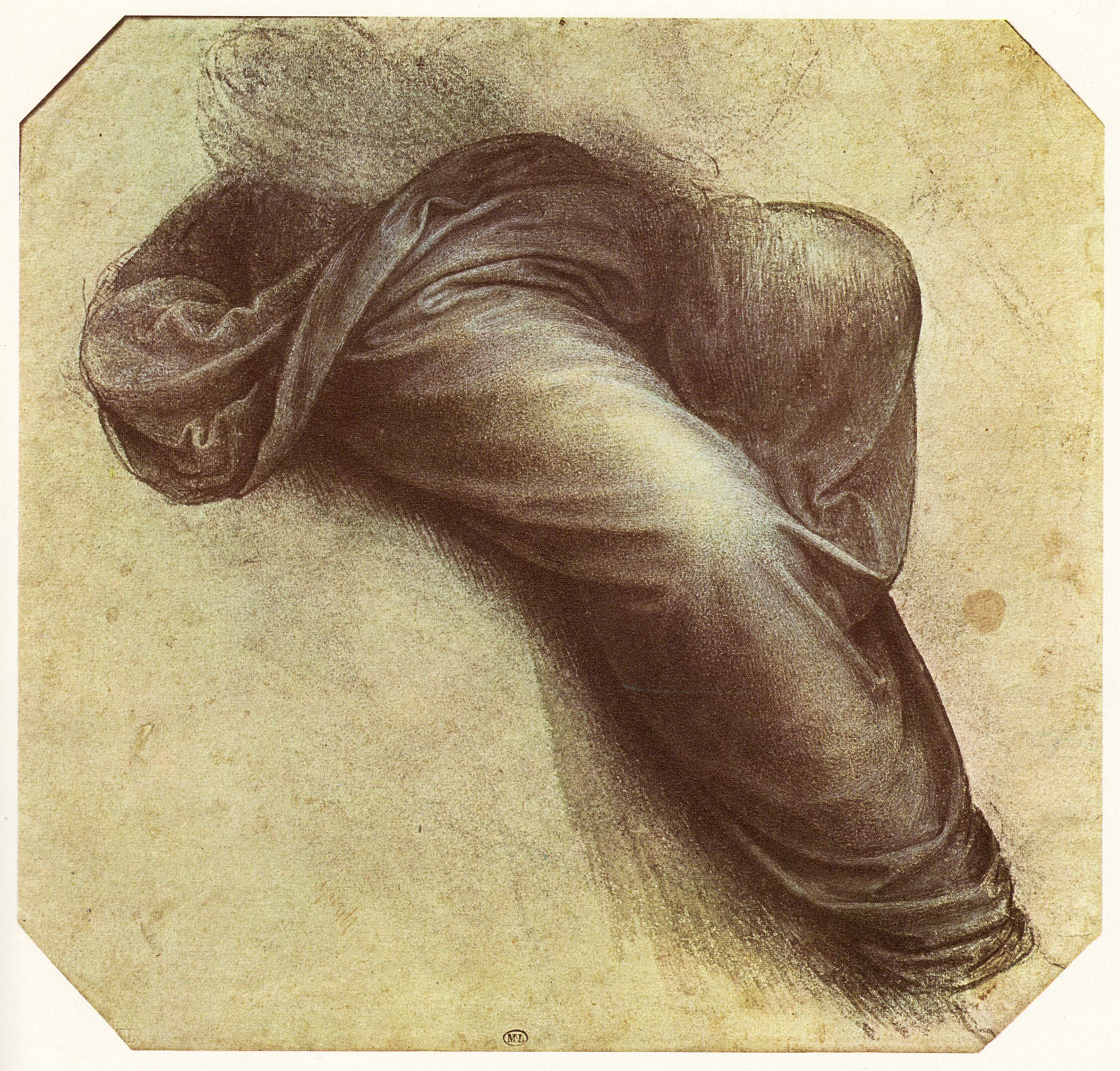
Leonardo da Vinci: Faltenwurfstudie (um 1500)

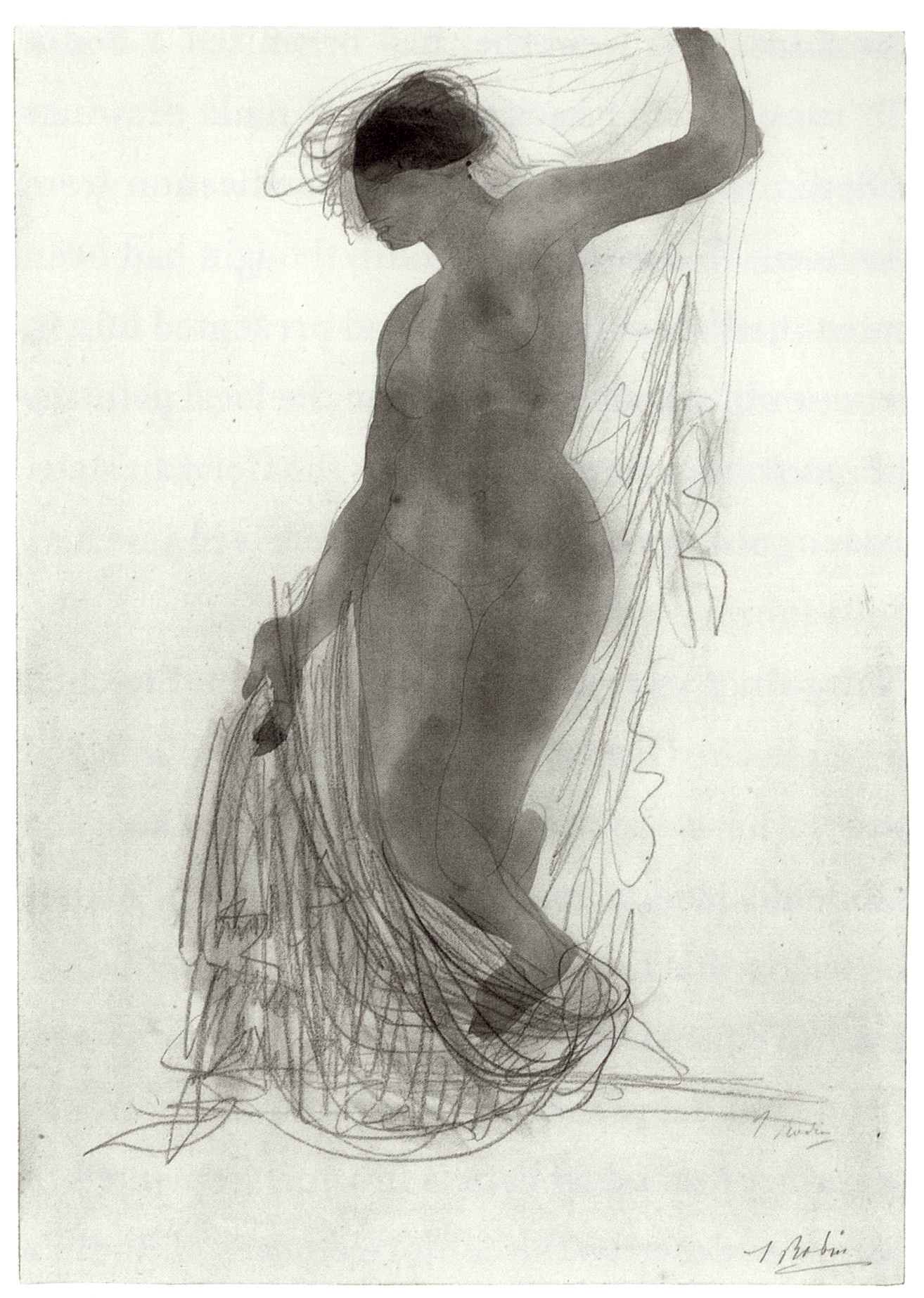
Auguste Rodin: Akt mit Draperie (um 1900–1905)

Eine Draperie (von französisch drap ‚Tuch‘) ist ein Stoffbehang aus dekorativ angeordneten Textilien (Stoffbahnen, Tücher, Teppiche etc.), die – meist gerafft oder in Falten gelegt, manchmal auch vom Wind gebläht – eine Figur, ein Architekturelement oder ein Möbelstück umspielen.
Der Begriff wird nicht nur für tatsächlich aus Stoff bestehende Behänge verwendet, sondern auch für solche, die aus anderen Materialien (z. B. Stuck oder Marmor) gebildet oder gemalt sind. 

## Bildende Kunst
In der Bildenden Kunst waren Draperien schon in der Antike und im Mittelalter bekannt.
Vor allem vom 17. bis 19. Jahrhundert wurde in der Malerei und in der Bildhauerkunst großer Wert auf die wirkungsvolle Anordnung und kunstreiche Ausarbeitung des Faltenwurfs gelegt.

## Innenarchitektur
Bühnenbildner nutzen Draperien bei der Ausstattung von Bühnen-Interieurs und Raumausstatter verwenden sie bei der Gestaltung von Innenräumen.